# Metropolitana di Catania

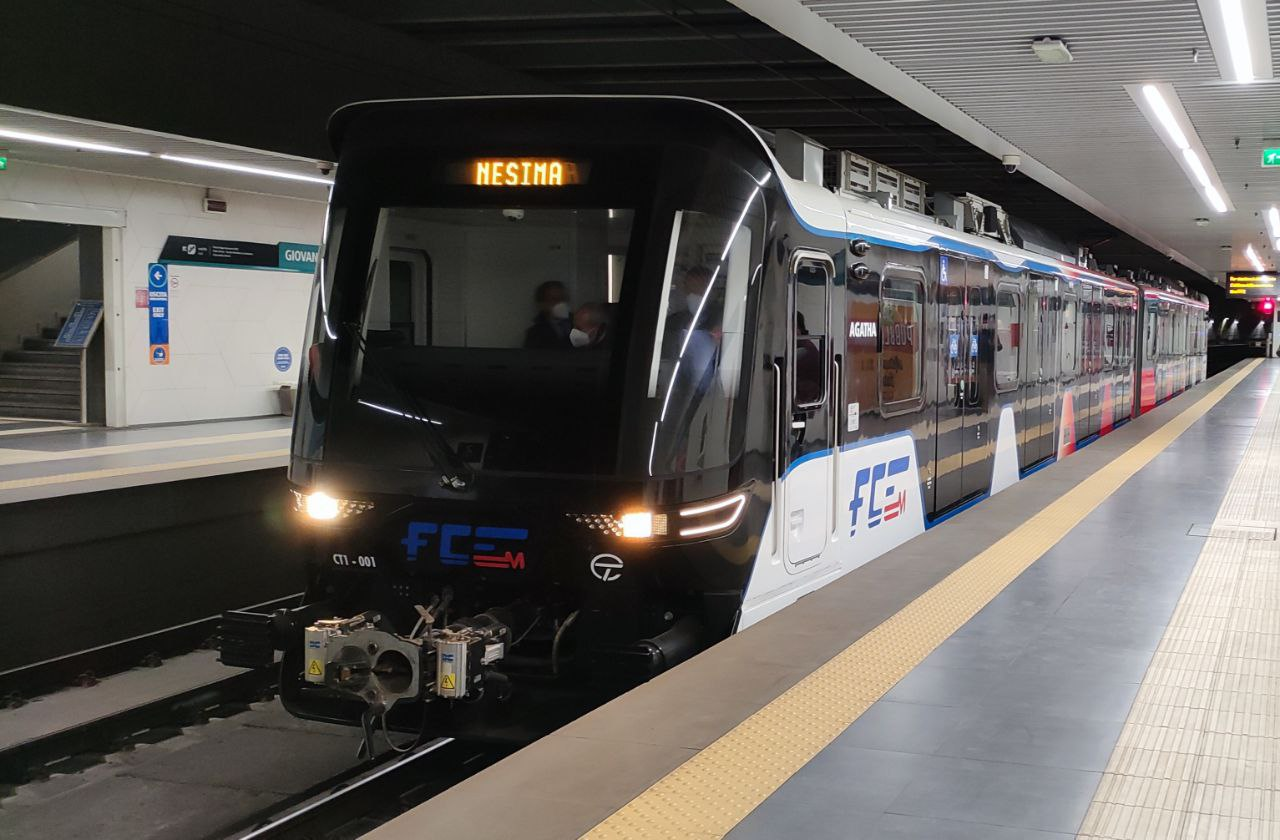
Doppeltriebwagen CT0

Die Metropolitana di Catania ist die U-Bahn der Stadt Catania auf der Insel Sizilien. Betreiber ist die Ferrovia Circumetnea (FCE).

## Geschichte
Die Metropolitana di Catania wurde am 27. Juni 1999 zwischen Borgo und Porto als normalspurige Bahn eröffnet und ersetzte die mit gleicher Linienführung, allerdings an der Oberfläche verlaufende Strecke der Ferrovia Circumetnea mit einer Spurweite von 950 Millimetern. Reste der ehemaligen Schmalspurbahn finden sich noch in den Straßen Catanias. Die Ferrovia Circumetnea betreibt heute sowohl die „Metropolitana“ als auch eine etwa 110 Kilometer lange Eisenbahnlinie in 950-Millimeter-Spur, die von Catania aus den Vulkan Ätna umrundet.
Am 20. Dezember 2016 wurde eine weitere Zweigstrecke vom U-Bahnhof Galatea zum neuen Endpunkt Stesicoro an der Via Etnea in Betrieb genommen. Mit der Eröffnung des Neubauabschnitts, der zwei Stationen umfasst, wird erstmals die Innenstadt Catanias durch die Metro erschlossen.
Die ursprüngliche Strecke zum Hafen wird weiterhin befahren, der U-Bahnhof Stazione FS am Hauptbahnhof Catania Centrale wurde jedoch geschlossen und durch die neue U-Bahn-Station Giovanni XXIII ersetzt.
Am 30. März 2017 wurde der Neubauabschnitt Nesima–Borgo eröffnet, der offizielle Fahrgastbetrieb am 31. März 2017 aufgenommen. Am 22. Juli 2024 wurde daran anschließend ein weiterer Streckenabschnitt bis zur Station Monte Po, an der Stadtgrenze zu Misterbianco gelegen, mit einer Länge von 1,7 Kilometern eröffnet, wobei ursprünglich eine Eröffnung im Jahr 2022 vorgesehen war.
Weitere Streckenverlängerungen im West- und Südabschnitt der Metro sind momentan im Bau oder geplant.

## Strecke

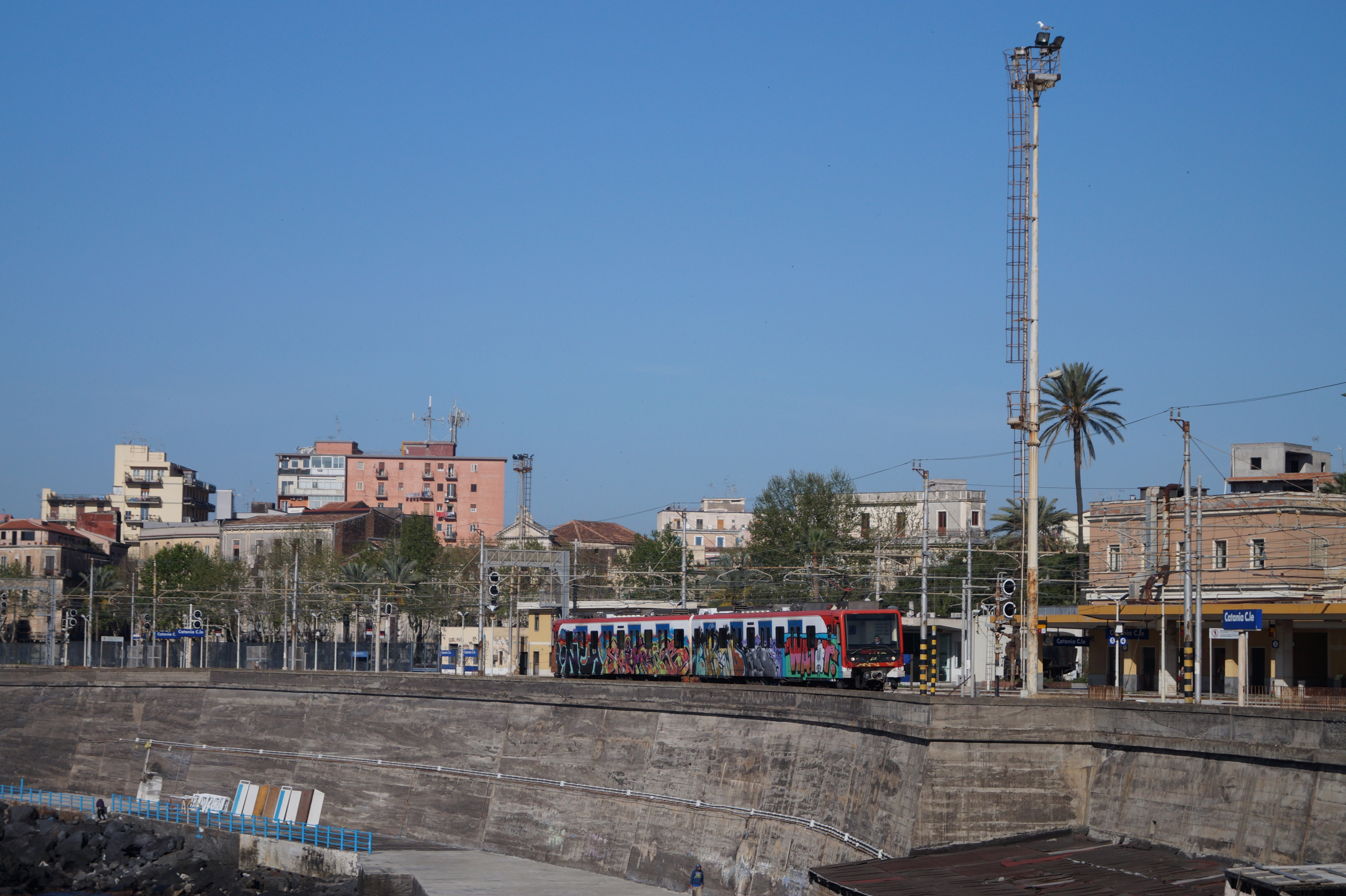
Oberirdischer Streckenabschnitt am Hafen in der Nähe des Bahnhofs Catania Centrale.

Die U-Bahn verbindet den heutigen Endbahnhof Monte Po mit der Altstadt Catanias und dem Hafen. Sie besteht aus einer einzigen Linie, ist 8,7 km lang und besitzt zwölf Stationen. Hinter dem U-Bahnhof Galatea teilt sich die Linie in zwei Streckenäste auf.
Der ältere Streckenast führt zum Hafen Catanias. Die Trasse wird hinter Galatea eingleisig und erreicht über eine Rampe die Oberfläche. Bis zur Endstation Porto verläuft die ca. 1,8 km lange Strecke überwiegend an der Küste und den Gleisen der Bahnstrecke Messina–Siracusa entlang.
Der zweigleisige Streckenabschnitt Nesima–Stesicoro verläuft komplett unterirdisch. Die Fahrzeiten zwischen den Endstationen betragen jeweils ca. 20 Minuten.

## Fahrzeuge
Für die Metro Catania wurden 8 Doppeltriebwagen der Baureihe M.88 beschafft, die zwischen 1998 und 2011 von Firema Trasporti erbaut wurden und seit 2001 eingesetzt werden. Die Züge verfügen über je einen Führerstand auf beiden Seiten und sind mit an den Wagenenden mit einer Scharfenbergkupplung ausgestattet. Der Fahrgastraum ist durchgehend mit einer Längsbestuhlung ausgeführt und klimatisiert. Zusätzlich sind seit 2022 insgesamt 8 etwa 40 Meter lange Doppeltriebwagen der Baureihe CT0 im Einsatz, die ab 2019 von Titagarh Firema gebaut wurden.
In dem Zeitraum zwischen der Eröffnung der Metro und der Inbetriebnahme der Baureihe M.88 im Jahr 2001 wurden übergangsweise drei Triebwagen der Baureihe E.101-110 eingesetzt, die von der Ferrovia Centrale Umbra übernommen und ursprünglich 1957 gebaut wurden.

## Betrieb
Die U-Bahn verkehrt montags bis freitags ab Betriebsbeginn bis 15:00 Uhr im 10-Minutentakt und anschließend bis Betriebsschluss im 13-Minutentakt, wobei am Wochenende ein durchgängiger 13-Minutentakt gefahren wird. Die Fahrscheine gelten auf allen Bahnen der Ferrovia Circumetnea, nicht jedoch beim städtischen Busbetrieb. Die Stationen sind teilweise mit Bahnsteigsperren versehen.

## Planungen
In der Innenstadt finden gegenwärtig Tiefbauarbeiten für eine südliche Streckenverlängerung bis zum künftigen Bahnhof Palestro statt.
Richtung Süden soll die Metro langfristig den Flughafen von Catania anbinden. Ebenso sind Verlängerungen bis zu den Vororten Misterbianco und Paternò vorgesehen. Insgesamt ist vorgesehen, die U-Bahn bis 2029 auf eine Streckenlänge von 30 Kilometern und 27 Stationen zu verlängern.